# Agence nationale de l'aviation civile (république du Congo)
Pour les articles homonymes, voir Agence nationale de l'aviation civile.
L'Agence nationale de l'aviation civile (ANAC Congo) est l'agence de l'aviation civile de la république du Congo. L'ANAC a son siège à Brazzaville.